# Giro di Slovenia 2018
Il Giro di Slovenia 2018, venticinquesima edizione della corsa e valevole come prova dell'UCI Europe Tour 2018 categoria 2.1, si svolse in cinque tappe dal 13 al 17 giugno 2018 su un percorso di 664,1 km, con partenza da Lendava e arrivo a Novo mesto, in Slovenia. La vittoria fu appannaggio dello sloveno Primož Roglič, che completò il percorso in 15h18'13", alla media di 43,395 km/h, precedendo il colombiano Rigoberto Urán e il connazionale Matej Mohorič.
Sul traguardo di Novo mesto 143 ciclisti, su 151 partiti da Lendava, portarono a termine la competizione.

## Tappe
| Tappa  | Data      | Percorso                                 | km    | Vincitore di tappa | Leader cl. generale |
| ------ | --------- | ---------------------------------------- | ----- | ------------------ | ------------------- |
| 1ª     | 13 giugno | Lendava > Murska Sobota                  | 159   | Simone Consonni    | Simone Consonni     |
| 2ª     | 14 giugno | Maribor > Rogaška Slatina                | 152,7 | Dylan Groenewegen  | Benjamin Hill       |
| 3ª     | 15 giugno | Slovenske Konjice > Celje                | 175,7 | Rigoberto Urán     | Rigoberto Urán      |
| 4ª     | 16 giugno | Lubiana > Kamnik                         | 155,2 | Primož Roglič      | Primož Roglič       |
| 5ª     | 17 giugno | Trebnje > Novo mesto (cron. individuale) | 21,5  | Primož Roglič      | Primož Roglič       |
| Totale | Totale    | Totale                                   | 664,1 |                    |                     |

## Squadre e corridori partecipanti
| N.      | Cod. | Squadra                         |
| ------- | ---- | ------------------------------- |
| 1-7     | BOH  | Bora-Hansgrohe                  |
| 11-17   | TKA  | Team Katusha Alpecin            |
| 21-27   | TBM  | Bahrain-Merida                  |
| 31-37   | EFD  | Team EF Education First-Drapac  |
| 41-47   | TLJ  | Team Lotto NL-Jumbo             |
| 51-56   | DDD  | Team Dimension Data             |
| 61-67   | MTS  | Mitchelton-Scott                |
| 71-76   | SUN  | Team Sunweb                     |
| 81-87   | UAD  | UAE Team Emirates               |
| 91-97   | ANS  | Androni Giocattoli-Sidermec     |
| 101-107 | NIP  | Nippo-Vini Fantini-Europa Ovini |

| N.      | Cod. | Squadra                 |
| ------- | ---- | ----------------------- |
| 111-117 | GAZ  | Gazprom-RusVelo         |
| 121-127 | ICA  | Israel Cycling Academy  |
| 131-137 | CCC  | CCC Sprandi Polkowice   |
| 141-147 | ADR  | Adria Mobil             |
| 151-157 | SVN  | Slovenia                |
| 161-167 | LJU  | Ljubljana Gusto Xaurum  |
| 171-177 | DKB  | Dukla Banská Bystrica   |
| 181-187 | ELA  | Elkov-Author            |
| 191-196 | MKT  | Meridiana Kamen Team    |
| 201-207 | SMV  | Sangemini-MG.K Vis-Vega |
| 211-217 | MBS  | My Bike Stevens         |

## Dettagli delle tappe

### 1ª tappa
- 13 giugno: Lendava > Murska Sobota – 159 km

Risultati
| Pos. | Corridore         | Squadra      | Tempo    |
| ---- | ----------------- | ------------ | -------- |
| 1    | Simone Consonni   | UAE          | 3h32'05" |
| 2    | Matteo Pelucchi   | Bora         | s.t.     |
| 3    | Niccolò Bonifazio | Bahrain-Mer. | s.t.     |

| Pos. | Corridore       | Squadra     | Tempo    |
| ---- | --------------- | ----------- | -------- |
| 1    | Simone Consonni | UAE         | 3h31'55" |
| 2    | Benjamin Hill   | Ljubljana   | a 2"     |
| 3    | Jon Božič       | Adria Mobil | a 3"     |

### 2ª tappa
- 14 giugno: Maribor > Rogaška Slatina – 152,7 km

Risultati
| Pos. | Corridore         | Squadra    | Tempo    |
| ---- | ----------------- | ---------- | -------- |
| 1    | Dylan Groenewegen | Lotto NL   | 3h35'43" |
| 2    | Matteo Pelucchi   | Bora       | s.t.     |
| 3    | Caleb Ewan        | Mitchelton | s.t.     |

| Pos. | Corridore       | Squadra   | Tempo    |
| ---- | --------------- | --------- | -------- |
| 1    | Benjamin Hill   | Ljubljana | 7h07'33" |
| 2    | Matteo Pelucchi | Bora      | a 3"     |
| 3    | Simone Consonni | UAE       | a 5"     |

### 3ª tappa
- 15 giugno: Slovenske Konjice > Celje – 175,7 km

Risultati
| Pos. | Corridore      | Squadra     | Tempo    |
| ---- | -------------- | ----------- | -------- |
| 1    | Rigoberto Urán | Educ. First | 4h00'56" |
| 2    | Daryl Impey    | Dimension   | s.t.     |
| 3    | Primož Roglič  | Lotto NL    | a 4"     |

| Pos. | Corridore      | Squadra     | Tempo     |
| ---- | -------------- | ----------- | --------- |
| 1    | Rigoberto Urán | Educ. First | 11h08'34" |
| 2    | Daryl Impey    | Dimension   | a 4"      |
| 3    | Primož Roglič  | Lotto NL    | a 10"     |

### 4ª tappa
- 16 giugno: Lubiana > Kamnik – 155,2 km

Risultati
| Pos. | Corridore     | Squadra      | Tempo    |
| ---- | ------------- | ------------ | -------- |
| 1    | Primož Roglič | Lotto NL     | 3h44'53" |
| 2    | Matej Mohorič | Bahrain-Mer. | a 33"    |
| 3    | Rafał Majka   | Bora         | s.t.     |

| Pos. | Corridore      | Squadra     | Tempo     |
| ---- | -------------- | ----------- | --------- |
| 1    | Primož Roglič  | Lotto NL    | 14h53'27" |
| 2    | Rigoberto Urán | Educ. First | a 33"     |
| 3    | Rafał Majka    | Bora        | a 43"     |

### 5ª tappa
- 17 giugno: Trebnje > Novo mesto – Cronometro individuale – 21,5 km

Risultati
| Pos. | Corridore     | Squadra  | Tempo  |
| ---- | ------------- | -------- | ------ |
| 1    | Primož Roglič | Lotto NL | 24'46" |
| 2    | Jan Tratnik   | CCC      | a 27"  |
| 3    | Josef Černý   | Elkov    | a 36"  |

| Pos. | Corridore      | Squadra      | Tempo     |
| ---- | -------------- | ------------ | --------- |
| 1    | Primož Roglič  | Lotto NL     | 15h18'13" |
| 2    | Rigoberto Urán | Educ. First  | a 1'50"   |
| 3    | Matej Mohorič  | Bahrain-Mer. | a 2'14"   |

## Evoluzione delle classifiche
| Tappa              | Vincitore          | Classifica generale Maglia verde | Classifica a punti Maglia rossa | Classifica scalatori Maglia blu | Classifica giovani Maglia bianca | Classifica a squadre |
| ------------------ | ------------------ | -------------------------------- | ------------------------------- | ------------------------------- | -------------------------------- | -------------------- |
| 1ª                 | Simone Consonni    | Simone Consonni                  | Simone Consonni                 | Benjamin Hill                   | Jon Božič                        | Bahrain-Merida       |
| 2ª                 | Dylan Groenewegen  | Benjamin Hill                    | Matteo Pelucchi                 | Benjamin Hill                   | Jon Božič                        | Adria Mobil          |
| 3ª                 | Rigoberto Urán     | Rigoberto Urán                   | Matteo Pelucchi                 | Primož Roglič                   | Michael Storer                   | Gazprom-RusVelo      |
| 4ª                 | Primož Roglič      | Primož Roglič                    | Simone Consonni                 | Fausto Masnada                  | Michael Storer                   | Team Sunweb          |
| 5ª                 | Primož Roglič      | Primož Roglič                    | Simone Consonni                 | Fausto Masnada                  | Tadej Pogačar                    | Team Sunweb          |
| Classifiche finali | Classifiche finali | Primož Roglič                    | Simone Consonni                 | Fausto Masnada                  | Tadej Pogačar                    | Team Sunweb          |

## Classifiche finali

### Classifica generale - Maglia verde
| Pos. | Corridore        | Squadra      | Tempo     |
| ---- | ---------------- | ------------ | --------- |
| 1    | Primož Roglič    | Lotto NL     | 15h18'13" |
| 2    | Rigoberto Urán   | Educ. First  | a 1'50"   |
| 3    | Matej Mohorič    | Bahrain-Mer. | a 2'14"   |
| 4    | Tadej Pogačar    | Ljubljana    | a 2'16"   |
| 5    | Michael Storer   | Sunweb       | a 2'18"   |
| 6    | Rafał Majka      | Bora         | a 2'21"   |
| 7    | Josef Černý      | Elkov        | a 3'09"   |
| 8    | Janez Brajkovič  | Adria Mobil  | a 3'15"   |
| 9    | Ildar Arslanov   | Gazprom      | s.t.      |
| 10   | V. Stake Laengen | UAE          | a 3'16"   |

### Classifica a punti - Maglia rossa
| Pos. | Corridore       | Squadra     | Punti |
| ---- | --------------- | ----------- | ----- |
| 1    | Simone Consonni | UAE         | 52    |
| 2    | Matteo Pelucchi | Bora        | 44    |
| 3    | Primož Roglič   | Lotto NL    | 41    |
| 4    | Rigoberto Urán  | Educ. First | 37    |
| 5    | Rafał Majka     | Bora        | 30    |

### Classifica scalatori - Maglia blu
| Pos. | Corridore           | Squadra      | Punti |
| ---- | ------------------- | ------------ | ----- |
| 1    | Fausto Masnada      | Androni      | 18    |
| 2    | Primož Roglič       | Lotto NL     | 12    |
| 3    | Domen Novak         | Bahrain-Mer. | 8     |
| 4    | Aleksandr Foliforov | Gazprom      | 4     |
| 5    | Benjamin Hill       | Ljubljana    | 4     |

### Classifica giovani - Maglia bianca
| Pos. | Corridore      | Squadra   | Punti     |
| ---- | -------------- | --------- | --------- |
| 1    | Tadej Pogačar  | Ljubljana | 15h20'29" |
| 2    | Michael Storer | Sunweb    | a 2"      |
| 3    | Jai Hindley    | Sunweb    | a 1'44"   |
| 4    | Iván Sosa      | Androni   | a 6'45"   |
| 5    | Jakub Otruba   | Elkov     | a 10'16"  |

### Classifica a squadre
| Pos. | Squadra                     | Tempo     |
| ---- | --------------------------- | --------- |
| 1    | Team Sunweb                 | 46h04'36" |
| 2    | Gazprom-RusVelo             | a 6'01"   |
| 3    | Bora-Hansgrohe              | a 6'19"   |
| 4    | Androni Giocattoli-Sidermec | a 9'02"   |
| 5    | Adria Mobil                 | a 11'04"  |